# チェルニーヒウ
チェルニーヒウ（ウクライナ語:Чернігів [tʃerˈn⁽ʲ⁾iɦiu̯] ( 音声ファイル)）は、ウクライナの北部、チェルニーヒウ州の西に位置する都市で、同州の州庁所在地である。ロシア語表記のチェルニゴフ（Chernigov、ロシア語: Чернигов）としても知られる。キエフ・ルーシ時代とヘーチマン国家の多数の文化財を保有している。デスナ川が流れている。

## 歴史
- 7世紀：チェルニーヒウ柵が築城される。
- 907年：東スラヴ人のシヴェリャヌィ族の中央都市として初めて『ルーシ年代記』に登場する。
- 11世紀‐13世紀：キエフ大公国の分国であるチェルニーヒウ公国の中央都市として栄える。
- 1239年：バトゥが率いるモンゴル人によって占領され、略奪される。以降のチェルニーヒウは、モンゴル帝国の属国であるブリャンスク公国の都市となる。
- 1353年：リトアニア大公国によって占領され、チェルニーヒウの地域はモンゴル人の支配から解放される。
- 1482年：クリミア・タタール人によって一時的に占領され、略奪される。
- 1497年：クリミア・タタール人によって一時的に占領され、再び略奪される。
- 1503年：弱化したチェルニーヒウはモスクワ大公国によって征服される。チェルニーヒウ要塞が築城される。
- 1618年：モスクワ大公国対ポーランド・リトアニア共和国の戦争を終わらせたデウリノ平和条約に従ってポーランド・リトアニア連合の都市となる。
- 1623年：ポーランド・リトアニア共和国の王より自治権と市章が下賜される。
- 1635年：ポーランド・リトアニア共和国のチェルニフフ県の県庁所在地になる。
- 1648年：ウクライナ・コサックの叛乱によりヘーチマン国家が成立し、チェルニーヒウはチェルニーヒウ連隊というコサックの行政単位の中央都市となる。以降、ウクライナの政治・経済・文化の中心の一つとして発展していく。
- 1654年：ヘーチマン国家はロシアの属国となる。
- 1700年：ウクライナ・コサックの支援でチェルニーヒウ・カレッジが創立される。
- 1781年：ロシア帝国はヘーチマン国家の自治制を廃止し、チェルニーヒウ連隊をチェルニゴヴ統監府に改名する。チェルニーヒウはその統監府の中央都市となる。
- 1792年：チェルニーヒウ統監府・キエフ統監府・ノヴゴロド=シヴェルシクィイ統監府、クレメンチュク市、ポルタヴァとムィールホロドの両連隊が廃止され、小ロシア県が設置される。チェルニーヒウはその県の県庁所在地となる。
- 1802年：小ロシア県が分割され、チェルニゴフ県が設置される。当時のチェルニーヒウの人口は約4000人。貴族化したウクライナ・コサックの自治制復帰の思想の本拠地となる。
- 19世紀末：南部ロシアの経済的拠点の一つとして発展していく。煉瓦・蝋燭・石鹸製造工場が続々と創立される。
- 1916年：チェルニゴヴ教育大学が創立される。
- 1917年2月：ロシア革命をきっかけにチェルニーヒウはウクライナ人民共和国の都市となる。自由コサック軍団が編制される。
- 1918年2月：ロシアのボリシェヴィキはチェルニーヒウを占領し、市内で「反革命的・反共産党的」とされた人民の粛清を行う。
- 1918年4月：ウクライナ人民共和国はドイツ・オーストリア軍の助けを借りてチェルニーヒウを奪い返す。
- 1919年末：ボリシェヴィキと、連合国が支援するロシアの白軍の猛攻によってウクライナ人民共和国が滅亡し、チェルニーヒウはボリシェヴィキが創立したウクライナ社会主義ソビエト共和国の領土となる。
- 1925年：チェルニーヒウ地区が設置され、その地区の地区庁所在地となる。
- 1932年：チェルニーヒウ州が設置され、その州の州庁所在地となる。
- 1941年‐1945年：第二次世界大戦中、ウクライナでのドイツ・ソ連両軍の進退によって著しい損害を受ける。
- 1968年：戦後の回復・復建作業は完了する。市内の中心はゼロから再建される。
- 1991年：独立を宣言したウクライナのチェルニーヒウ州の州庁所在地となる。
- 2022年3月3日：ロシアによるウクライナ侵攻に伴い、市内の複数の学校や高層マンションに着弾、破壊された[2]。3月30日までに民間人死者は約350人。インフラ施設への攻撃により電気や水道などの供給が停止した[3]。
- 2023年8月19日：市内中心部にミサイルが着弾。7人が死亡、約120人が負傷[4]。

チェルニーヒウ公国の紋章。 13-14世紀
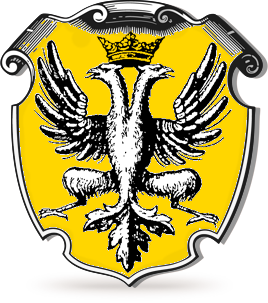
チェルニーヒウ県の紋章。 17世紀
チェルニーヒウ連隊の紋章。 17-18世紀

## 人口
- 12世紀：約25,000人
- 1802年：4000人
- 1844年：12,000人
- 1897年：27,000人
- 1913年：35,000人
- 1913年：35,000人
- 1926年: 35,200人

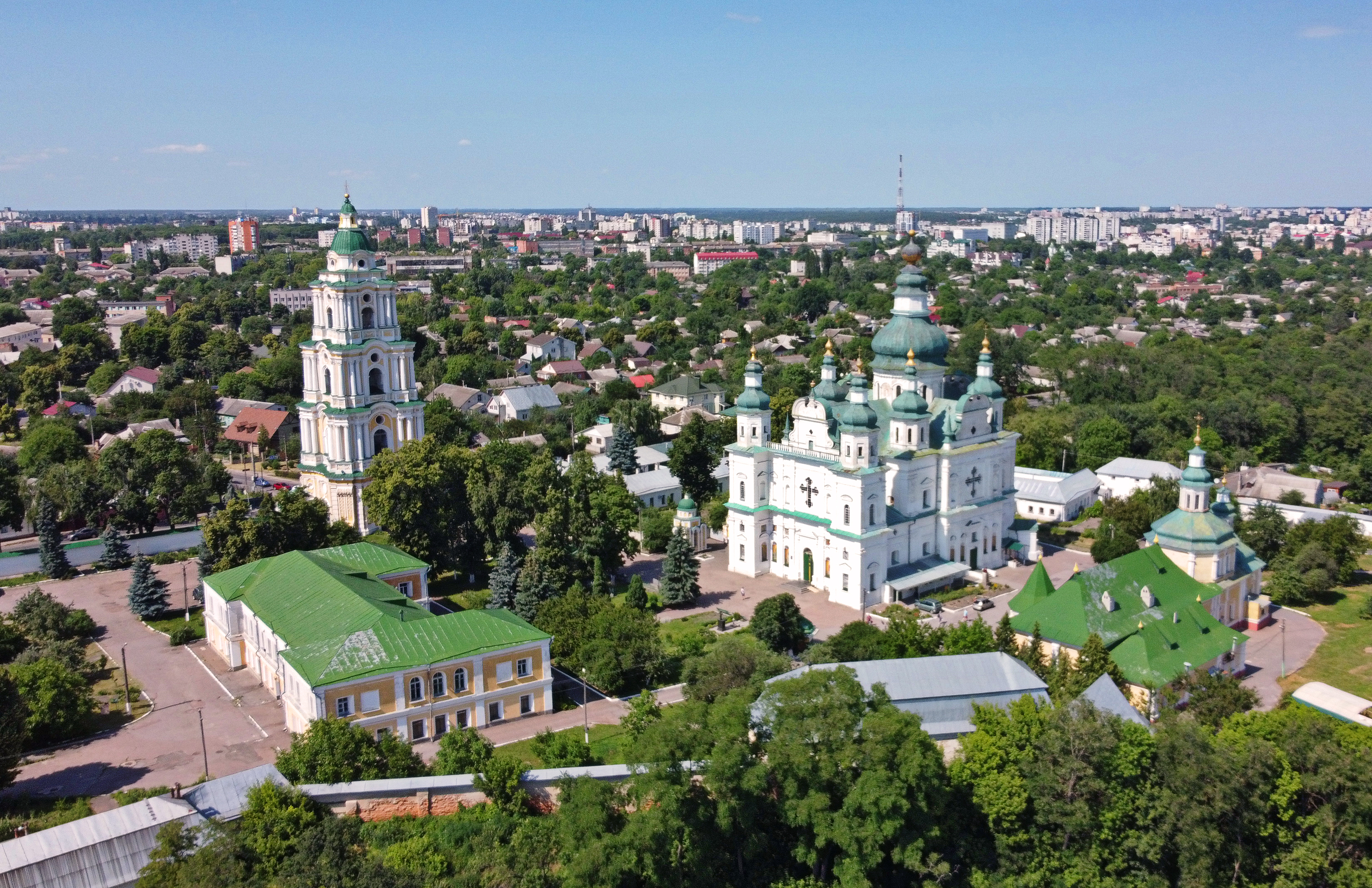
チェルニーヒウの風景。

  - ウクライナ人は約60％、ロシア人は約20％、ユダヤ人は約10％、その他は10％。
- 1959年：90,000人
  - ウクライナ人は約69％、ロシア人は約20％、ユダヤ人は約8％、ポーランド人は1％。
- 1970年：159,000人
- 1980年：245,000人
- 1989年：296,300人[5]
  - ウクライナ人は約91％、ロシア人は約7％、ベラルーシ人は約1 ％、ユダヤ人は約0.5 ％、その他は0.5％。
- 2001年：305,000人[5]
  - ウクライナ人は約93％、ロシア人は約5％、ベラルーシ人は約0.6 ％、ユダヤ人は約0.1 ％、その他は0.5％。
  - 母国語：ウクライナ語は約90％、ロシア語は約10％
  - 男性は142,700人（47％）、女性は162,300人（53％）

## 姉妹都市
- ホメリ、ベラルーシ
- メミンゲン、ドイツ
- タルノブジェク、ポーランド
- ペタク・チクヴァ、イスラエル
- ガブロヴォ、ブルガリア
- フラデツ・クラーロヴェー、チェコ
- en:Ogre, Latvia、ラトビア
- プリレプ、マケドニア

## 観光

### 文化財
- チェルニーヒウ公国時代
  - 救世主の変容の大聖堂（ウクライナ語：Спасо-Преображенський　собор）12世紀
  - ボルィスとグリーヴの大聖堂（ウクライナ語：Борисоглібський собор）12世紀
  - イッリャの大聖堂（ウクライナ語：Іллінська церква）12世紀
  - 生神女就寝大聖堂 （ウクライナ語：Успенський собор）12世紀
  - イェレーツィシク生神女就寝修道院　（ウクライナ語：Єлецький Успенський монастир）12世紀
  - 聖パラスケヴァ金曜日教会（ウクライナ語：П'ятницька церква　св. Параскеви）13世紀
- ヘーチマン国家時代
  - チェルニーヒウ・カレッジ　(ウクライナ語：Колегіум） 1702年
  - ルィゾグーヴの屋敷（チェルニーヒウ連隊の官房館）（ウクライナ語：Дім Лизогуба）18世紀
  - 至聖三者イッリャ修道院の大聖堂（ウクライナ語：Собор Троїцького Іллінського монастиря）1679年-1689年

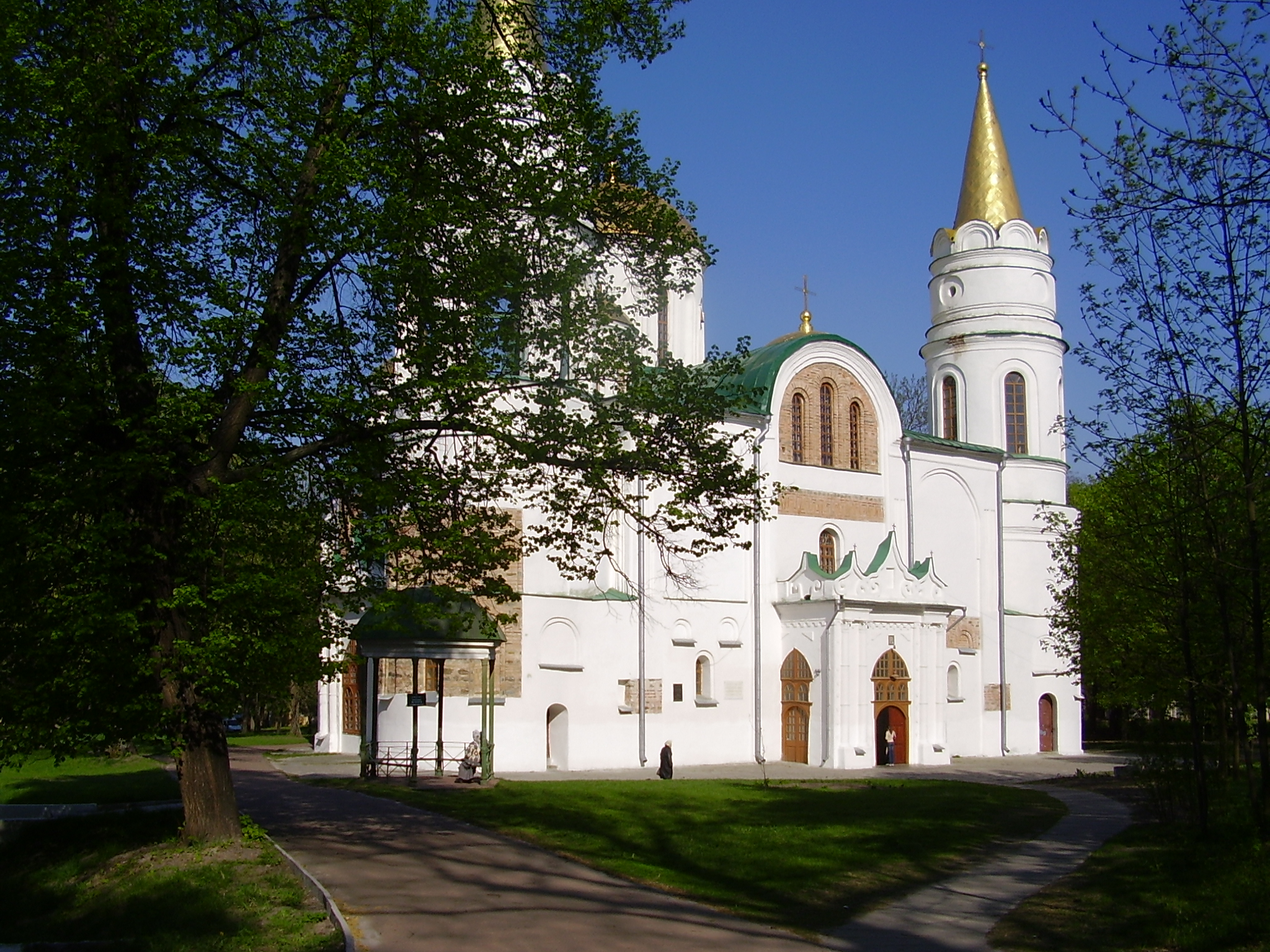
救世主の変容の大聖堂
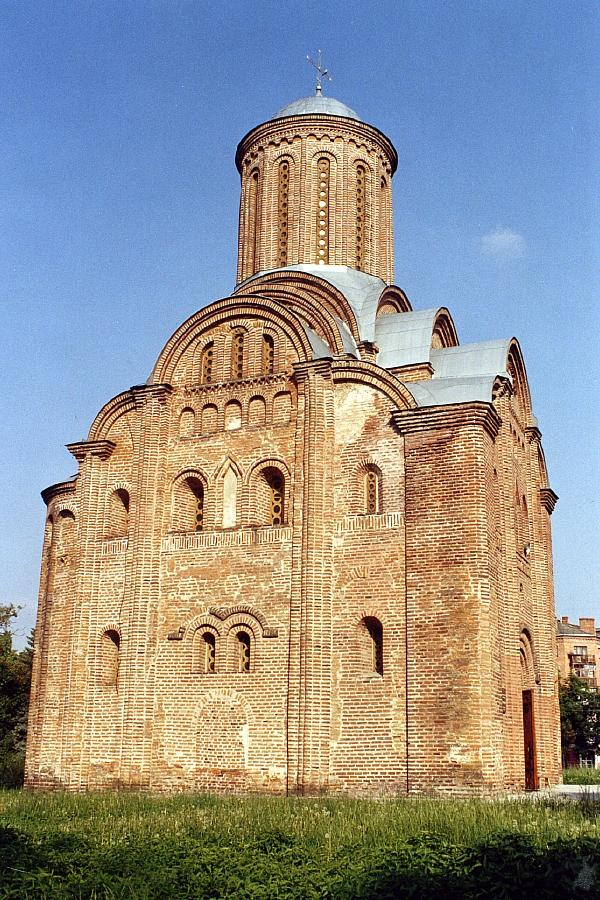
金曜日教会
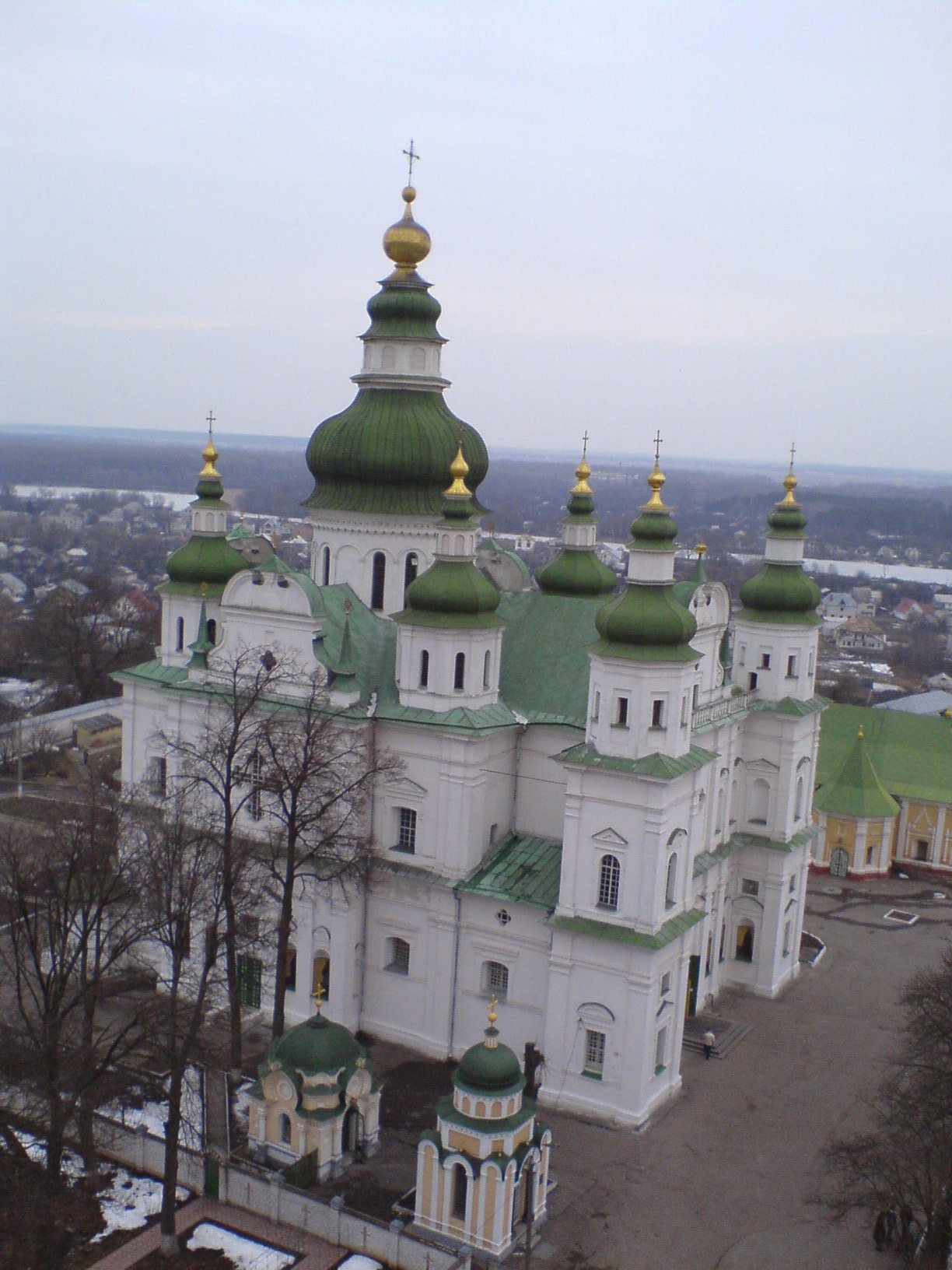
イェレーツィシク生神女就寝修道院
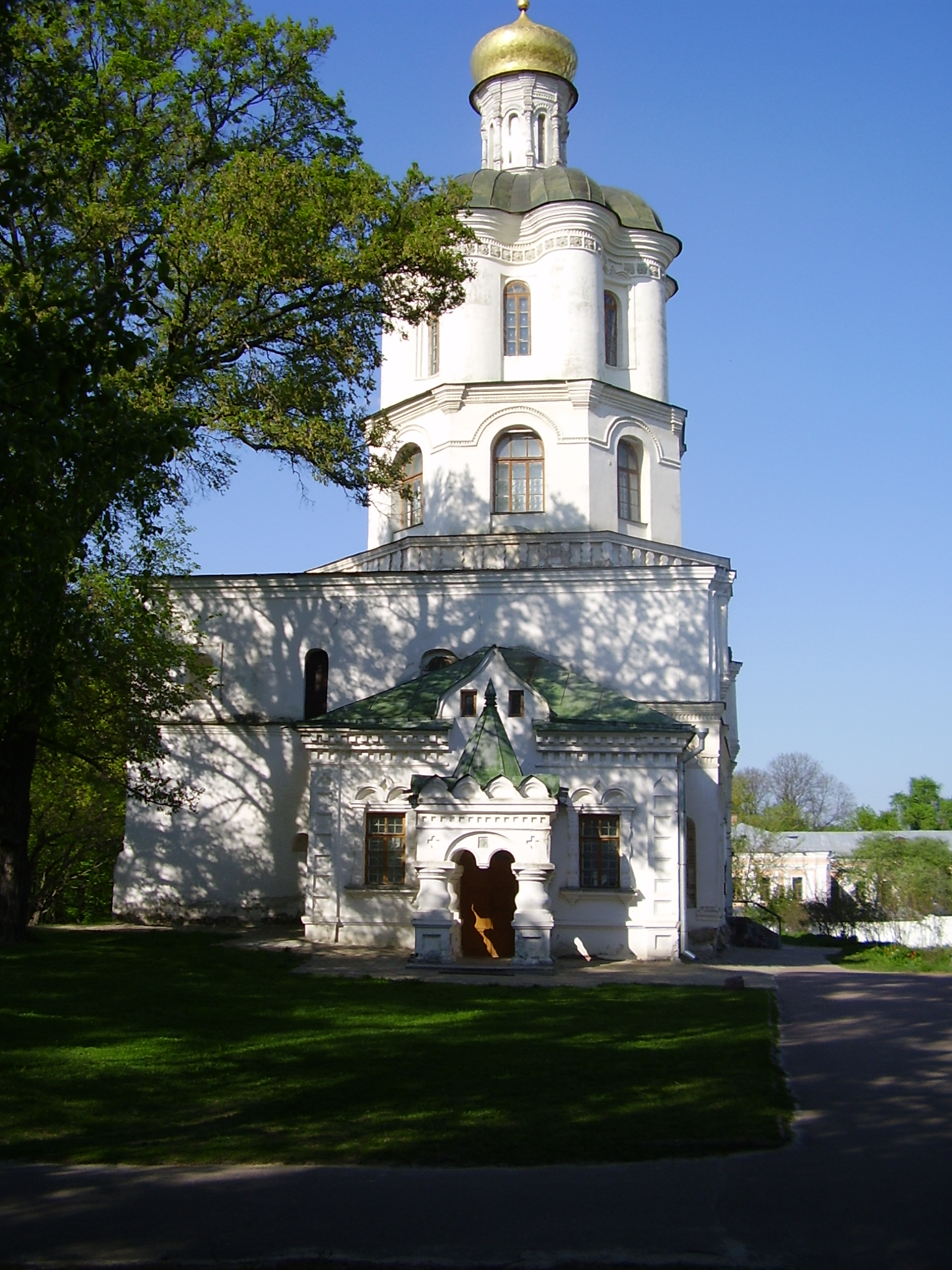
チェルニーヒウ・カレッジ

### 博物館・劇場
- ムィハイロ・コチュブィーンスクィイ記念博物館
- 「聖ソフィア大聖堂の国立博物館」の支館
- チェルニーヒウ州立劇場
- チェルニーヒウ州立コンサートホール

## 注
1. 1 2  英語：チェアニーヒヴ（Chernihiv）
ドイツ語：チェルニーヒフ（Tschernihiw）
ポーランド語：チェルニーフフ（Czernihów）
ベラルーシ語：チャルニーハウ（Чарнігаў）
ロシア語：チェルニーゴフ（Черни́гов）
2. ↑  “ロシア軍攻撃で33人死亡 ウクライナ北部チェルニヒウ”.   AFP (2022年3月4日). 2022年3月4日閲覧。
3. ↑  “ロシア、攻撃をやめず　チェルニヒウで「作戦縮小」表明後も”.   BBC (2022年3月31日). 2023年8月19日閲覧。
4. ↑  “ウクライナ北部の市街地にミサイル攻撃”.   日本経済新聞 (2023年8月19日). 2023年8月19日閲覧。
5. 1 2  （英語）　（ウクライナ語） 2001年のウクライナ国勢調査